# Palaeomastodon
A Palaeomastodon az emlősök (Mammalia) osztályának ormányosok (Proboscidea) rendjébe, ezen belül a monogenerikus Palaeomastodontidae családjába tartozó fosszilis nem.
1906-ban, Charles William Andrews ezt a nemet a Palaeomastodontidae családba helyezte. 1988-ban Carroll áthelyezte a Palaeomastodon nemet a Gomphotheriidae családba. Azonban újabban megint a Palaeomastodontidae családba lett visszahelyezve.

## Tudnivalók
A Palaeomastodon magyarul „elő masztodon”-ot jelent. Az állat Észak-Afrikában élt, 
a késő eocén és kora oligocén korszakok között, körülbelül 35-28,4 millió évvel ezelőtt. A Palaeomastodon távolabbi rokona volt a Moeritheriumnak, és egyesek szerint az elefántfélék (Elephantidae) és a masztodonfélék (Mammutidae) őse.
A Palaeomastodon körülbelül 2,2 méteres marmagasságú és 2,5 tonnás állat lehetett. A Palaeomastodonnak már volt ormánya, de az alsó állkapcsa hosszú volt. Mindkét állkapcsán volt két-két agyara. Az alsó pár lapos volt, hogy mocsári növényeket ásson ki velük. A fülei a feje tetejének közelében ültek, hogy a vízben is hasznát vehesse.

## Rendszerezés
A nembe az alábbi 4 faj tartozik:
- Palaeomastodon beadnelli C.W. Andrews, 1901 - típusfaj
- Palaeomastodon minor C.W. Andrews, 1904
- Palaeomastodon parvus C.W. Andrews, 1905
- Palaeomastodon wintoni C.W. Andrews, 1905

## Leletek
Megkövesedett Palaeomastodon és Phiomia maradványokat találtak a kora oligocén rétegi Gabal Qatrani Formationban is, amely az egyiptomi El Fayoumhoz tartozik.

### Fordítás
- Ez a szócikk részben vagy egészben  a   Palaeomastodon című angol Wikipédia-szócikk ezen változatának fordításán alapul.  Az eredeti cikk szerkesztőit annak laptörténete sorolja fel. Ez a jelzés csupán a megfogalmazás eredetét és a szerzői jogokat jelzi, nem szolgál a cikkben szereplő információk forrásmegjelöléseként.